# Araçá Azul
Araçá Azul è un album in studio del cantautore brasiliano Caetano Veloso, pubblicato nel 1972.

## Tracce
Side 1
1. Viola, Meu Bem (tradiz.) – 0:49
2. De Conversa/Cravo e Canela (Caetano Veloso, Milton Nascimento, Ronaldo Bastos) – 5:44
3. Tu Me Acostumbraste (Frank Domínguez) – 2:58
4. Gilberto Misterioso (Veloso, Sousândrade) – 4:50
5. De Palavra em Palavra (Veloso) – 1:20
6. De Cara/Eu Quero Essa Mulher (Veloso, Monsueto, Lanny Gordin, José Batista) – 4:14

Side 2
1. Sugar Cane Fields Forever (Veloso, Sousândrade) – 10:15
2. Júlia/Moreno (Veloso) – 3:19
3. Épico (Veloso) – 4:06
4. Araçá Azul (Veloso) – 1:20